# Svezia ai Giochi della V Olimpiade
La Svezia partecipò ai Giochi della V Olimpiade che si sono svolti a Stoccolma dal 5 maggio al 27 luglio 1912, con una delegazione di 444 atleti impegnati in sedici discipline.

## Medaglie
| Medaglia | Nome   | Sport      | Evento                                 | -               |
| -------- | ------ | ---------- | -------------------------------------- | --------------- |
| Argento  | Svezia | Pallanuoto | Pallanuoto ai Giochi della V Olimpiade | Torneo Maschile |

## Risultati

### Pallanuoto
| Atleta | Classifica                                                                     |                   |
| --- | ------------------------------------------------------------------------------ | ----------------- |
| V · D · M Nazionale maschile svedese di pallanuoto · Giochi olimpici - Stoccolma 1912 Kumfeldt · Julin · Gumpel · Andersson · Hanson · Andersson · Bergqvist · CT : - | Argento                                                                        |                   |
| Nazionale maschile svedese di pallanuoto · Giochi olimpici - Stoccolma 1912                                                                                           |                                                                                |                   |
| Kumfeldt · Julin · Gumpel · Andersson · Hanson · Andersson · Bergqvist · CT: -                                                                                        | Kumfeldt · Julin · Gumpel · Andersson · Hanson · Andersson · Bergqvist · CT: - | Svezia (bandiera) |